# Дурунда Марина Сергіївна
Марина Сергіївна Дурунда (азерб. Marina Sergey qızı Durunda; нар. 12 червня 1997, Севастополь) — азербайджанська гімнастка українського походження, срібний призер перших Європейських ігор 2015 року в Баку у вправі зі стрічкою. Член збірної Азербайджану з художньої гімнастики. Представляла Азербайджан на літніх Олімпійських іграх 2016 року в Ріо-де-Жанейро.

## Біографія
Марина Дурунда народилася 12 червня 1997 року.
З 2001 року займається гімнасткою. Марина переїхала на Кіпр з родиною 2002 року, коли їй було 6 років. Протягом десяти років до 2012 року була чемпіоном країни та вигравала змагання. Не маючи можливості отримати кіпрський паспорт, вона прийняла запрошення виступати за Азербайджан. Марина переїхала до Азербайджану і стала громадянкою цієї країни, беручи участь у міжнародних змаганнях під прапором Азербайджану.
У 2015 році Марина Дурунда завоювала бронзову медаль на чемпіонаті Європи з художньої гімнастики в Мінську.
В червні цього ж року на перших Європейських іграх в Баку Марина Дурунда виступила в індивідуальному багатоборстві, посівши шосте місце і кваліфікувавшись в три фінали в окремих видах. У фіналі вправи зі стрічкою завоювала «срібло». 29 червня Президент Азербайджану Ільхам Алієв підписав розпорядження про нагородження переможців перших Європейських ігор та осіб, які зробили великий внесок у розвиток спорту в Азербайджані. Марина Дурунда за великі досягнення на перших Європейських іграх і заслуги у розвитку спорту в Азербайджані була удостоєна медалі «Прогрес».
На Олімпійських іграх в Ріо-де-Жанейро кваліфікувалася у фінал індивідуального багатоборства з результатом 70,348 бали (8 місце); у підсумкових змаганнях посіла дев'яте місце, набравши в загальній сумі 69,748 бали.